# Cretoglaphyrus transbaikalicus
Cretoglaphyrus transbaikalicus es una especie de coleóptero de la familia Glaphyridae.

## Distribución geográfica
Habita en Rusia.